# Rivièrette (Boudouyssou)
Die Rivièrette ist ein Fluss in Frankreich, der in den Regionen Okzitanien und Nouvelle-Aquitaine verläuft. Sie entspringt beim Weiler Compère, im nordwestlichen Gemeindegebiet von Montcuq-en-Quercy-Blanc, knapp an der Grenze zur Nachbargemeinde Porte-du-Quercy, entwässert generell in westlicher Richtung und mündet nach rund 20 Kilometern im Gemeindegebiet von Tournon-d’Agenais als rechter Nebenfluss in den Boudouyssou. Auf ihrem Weg durchquert die Rivièrette die Départements Lot und Lot-et-Garonne.

## Bezeichnung des Flusses
- Rivièrette im Oberlauf und Mittelteil
- Ruisseau du Camp Beau im Unterlauf
- Ruisseau de Périssan im Mündungsabschnitt

## Orte am Fluss
(Reihenfolge in Fließrichtung)
- Les Bouyssou, Gemeinde Porte-du-Quercy
- Saint-Matré, Gemeinde Porte-du-Quercy
- Ladenaud, Gemeinde Porte-du-Quercy
- Goth, Gemeinde Sérignac
- La Grèze, Gemeinde Masquières
- Tournon-d’Agenais
- Perissan, Gemeinde Bourlens
- Sergues, Gemeinde Tournon-d’Agenais